# Дзвіниця (оповідання)
«Дзвіни́ця» (англ. The Bell-Tower) — оповідання класика американської літератури Германа Мелвілла зі збірки «Оповідання на веранді». Вперше опубліковане у 32-му номері журналу «Putnam's Magazine» в серпні 1855 року. Сюжет твору повністю вигаданий, в ньому автор показує зв'язок між злочином і покаранням, причому за містичним збігом обставин легко здогадатися, що каральною силою виступає саме Провидіння.

## Сюжет
Простий ремісник на ім'я Баннадонна завдяки обдаруванню стає шанованим архітектором. Влада невідомого міста (за описом стає зрозумілим, що дія відбувається в Італії) доручає йому побудову дзвіниці. Готова будівля вражає міщан висотою і красою, але це ще не все — на вежі належить встановити дзвони і годинник. За побажанням амбітного архітектора головний дзвін відливають дуже великим, його прикрашають дванадцятьма дівочими фігурами, що тримаються за руки. Правда, під час робіт стається прикрий інцидент: один з підмайстрів забарився, Баннадонна стукнув його і випадково вбив. Уламок черепа упав прямо в розплавлений метал, але у гніві майстер цього навіть не помітив. У відлитому дзвоні він знаходить незначний дефект, який швидко приховує особливим сплавом. Вбивство підмайстра генію прощають.
Піднятий на дзвіницю дзвін ще деякий час Баннадонна доопрацьовує. З інспекцією до нього навідується мер з молодшим членом міської ради. Вони помічають на вежі дивну статую, заховану під полотном, яка, здається, наче рухається. Баннадонна обіцяє, що завтра опівдні його годинник відіб'є час і розірве рукостискання двох перших фігур на дзвоні. Що це означає, ніхто точно не розуміє, але авторитетному архітекторові ніхто не наважується заперечити. Наступного дня опівдні Баннадонну знаходять мертвим на дзвіниці, поруч з ним тільки загадкова, тепер вже точно нерухома, статуя.
Розгадка таємниця вбивства полягає в тому, що амбітний геній вирішив створити не тільки найбільший дзвін, але й автоматичного дзвонаря. Змайструвавши з металу рухому статую, він налаштував її таким чином, щоби вона раз на годину била у те місце дзвону, де стискаються руки дівочих фігур. Перед відкриттям дзвіниці перфекціоніст Баннадона все ще дошліфовував фігури на дзвоні, тому і не почув як у належну годину статуя зрушила з місця і вдарила у призначене для цього місце, влучивши тим самим у череп свого творця. Але цим містичність подій не обмежується. Стається ще один дивний збіг — під час похорону архітектора вирішують вдарити у злощасний дзвін, але він обривається. Згодом виявляють і причину аварії — прихований Баннадонною дефект у вушку дзвона.